# Кутейников, Степан Ефимович
Степан Ефимович Кутейников (1754/1755 — 1826) — русский военный, генерал-майор (1799).

## Биография
Родился в 1754 или 1755 году в семье Ефима Дмитриевича Кутейникова и Марии Тимофеевны Кутейниковой (урождённой Грековой).
Послужной список: с 1 января 1771 года — казак; с 10 июня 1779 года — есаул; с мая 1782 года — войсковой старшина; с 9 апреля 1790 года — майор; с 24 октября 1794 года — подполковник; с 7 марта 1798 года — полковник. 21 декабря 1799 года получил чин генерал-майора, 9 января 1803 года был уволен в отставку.
Военную службу проходил в следующих полках: с 1 января 1771 года — Ефима Кутейникова; с 1794 года — Ефима Барабанщикова; с 1782 года — походного атамана Кутейникова.
Принимал участие в Русско-турецкой войне 1768—1774 годов. С 1775 года находился в Крыму для прикрытия российских границ от закубанских набегов. В 1776—1778 годах находился на Кубани, в 1779—1780 годах — в Польше. В 1780—1782 годах служил на кордонах Кавказской линии, в 1785 году принимал участие в усмирении кабардинцев. Затем снова принимал участие в Русско-турецкой войне 1787—1791 годов (участвовал 11 декабря 1790 года в штурме и взятии Измаила, где был ранен в левое плечо). В 1794 году принимал участие в подавлении Польского восстания и штурме Праги. Затем служил в Донском казачьем войске.
31 марта 1792 года был награждён орденом Св. Владимира 4-й степени, также был награждён медалями.
Умер 26 января 1826 года.

### Семья
Степан Ефимович был дважды женат:
- первая жена — Марья Амвросиевна Луковкина, бракосочетание состоялось 29 января 1783 года в Старо-Воскресенской церкви Старочеркасской станицы; дети — Степан, Марья, Алексей;
- вторая жена — Марфа Петровна Янова, бракосочетание состоялось в Преображенской церкви Старочеркасска 15 января 1805 года; дети — Ефим, Дмитрий, Иван, Василий.